# Björn Skeggjason
Björn Skeggjason (n. 854), también llamado Skinna-Björn (nórdico antiguo: Piel de Oso) fue un vikingo, comerciante y colono noruego en Reykir, Miðfjörð, Vestur-Húnavatnssýsla en Islandia. Su padre, Skegge skutad, era hijo de Þorbjörn loki Eysteinsson (c. 795), descendiente de los reyes de Rogaland.
Su negocio se centraba en el intercambio de pieles con Holmgard, pero se cansó y decidió aventurarse hacia la colonización de Islandia. Es un personaje que aparece citado en la saga de Svarfdæla, y Saga Þórðar hreðu. Su hijo menor Skeggi Björnsson fue un gran guerrero y también se le cita en otras fuentes contemporáneas, la más importante la saga de Njál. 